# انتشار الأسلحة الصغيرة
انتشار الأسلحة الصغيرة مصطلح يستخدم من قبل المنظمات والأفراد الذين يدافعون عن السيطرة على الأسلحة الصغيرة وتجارتهم، ولا يوجد تعريف دقيق لهذا المصطلح. وقد اشتملت قائمة مستخدمي هذا المصطلح على شخصية بارزة وهو كوفي عنان، الأمين العام السابق للأمم المتحدة.
وتستخدم بعض المنظمات هذا المصطلح على وجه الخصوص في الجدل المثار فيما يتعلق بحظر مبيعات الأسلحة الصغيرة إلى المواطنين العاديين في مناطق النزاع. وتقول هذه المنظمات إن حظر عدد الأسلحة الصغيرة في مناطق النزاع يؤدي إلى تقليل عدد القتلى.

## الحركة الدولية للحد من إتاحة الأسلحة الصغيرة في مناطق النزاع
لقد ألزمت العديد من المنظمات الدولية (بما في ذلك أوكفسام إنترناشونال وشبكة التحركات الدولية بشأن الأسلحة الصغيرة (IANSA) ومنظمة العفو الدولية، كجزء من حملة السيطرة على الأسلحة، والأمم المتحدة) والمجموعات المحلية (مثل مجموعة عمل الأسلحة الصغيرة في الولايات المتحدة) نفسها بالحد من التجارة في الأسلحة الصغيرة ونشرها في مختلف أرجاء العالم. وهم يقولون إنه يتم قتل حوالي 500 ألف شخص كل عام من خلال استخدام الأسلحة الصغيرة، حيث يوجد منها ما يزيد على 600 مليون قطعة سلاح في مختلف أرجاء العالم.

## المصدرون الرئيسيون للأسلحة الصغيرة
تقول منظمة مسح الأسلحة الصغيرة (Small Arms Survey)، وهي منظمة تدعو إلى السيطرة على الأسلحة الصغيرة (انظر "وصلات خارجية")، في تقريرها الصادر في عام 2003 إنه توجد على الأقل 1134 شركة منتشرة في 98 دولة في مختلف أرجاء العالم مشاركة في بعض أوجه إنتاج الأسلحة الصغيرة و/أو الذخيرة. ويتمثل أكبر مصدري الأسلحة الصغيرة حسب الحجم في الاتحاد الأوروبي والولايات المتحدة.
بالإضافة إلى ذلك، حدثت تصديرات ضخمة للأسلحة الصغيرة من الولايات المتحدة (إم 16)، والاتحاد السوفييتي السابق (إيه كيه إم)، وجمهورية الصين الشعبية (البندقية من النوع 56) وألمانيا (إتش آند كيه جي 3) وبلجيكا (إف إن فال) والبرازيل (إف إن فال) أثناء الحرب الباردة بشكل تجاري لدعم الحركات الأيديولوجية. وقد عاصرت تلك الأسلحة الصغيرة العديد من النزاعات، والكثير منها الآن موجود في يد تجار السلاح أو الحكومات الصغيرة التي تقوم بنقلها بين مناطق النزاع حسب الضرورة.

## مشكلات البيانات
ربما يكون أكبر عائق أمام حل النزاعات المتعلقة بسياسة الأسلحة هو نقص البيانات الشاملة. ورغم أن سجل الأسلحة في الأمم المتحدة يحاول تتبع الحالات الكبرى لامتلاك الأسلحة، فإنه لا يوجد نظام تقارير عالمي للأسلحة الصغيرة. وتقوم بعض الدول بإتاحة المعلومات حول الأسلحة الصغيرة الخاصة بقواتها المسلحة ووكالات فرض القانون لديها، أما بعض الدول الأخرى فتقوم بإصدار بيانات تقديرية حول الملكية العامة. وأغلب الدول ترفض إصدار أي معلومات أو تقوم بإصدار تقديرات تقريبية أو، بكل بساطة، لا تتوفر لديها المعلومات.
ومن بين الجهود النظامية المتبعة لتتبع الأسلحة الصغيرة العالمية ما يتم نشره من خلال منظمة مسح الأسلحة الصغيرة التي تتخذ من جنيف مقرًا لها، وهو عبارة عن مشروع بحثي لمعهد الدراسات العليا للدراسات الدولية (انظر الوصلات الخارجية). والمنشور الرئيسي لهذه المنظمة، وهو تقرير مسح الأسلحة الصغيرة السنوي، يغطي الاتجاهات المتعلقة بالإنتاج العالمي والمخزون وعمليات التحويل بين الدول، بالإضافة إلى المفاوضات واللوائح الدولية والمشكلات الاجتماعية المتعلقة بانتشار الأسلحة الصغيرة.
وتكشف الأبحاث التي تظهر في الإصدارات السابقة من تقارير مسح الأسلحة الصغيرة أنه توجد على الأقل 639 مليون قطعة سلاح نارية في العالم، رغم أن الإجمالي الفعلي بالتأكيد أكبر من ذلك. ويتزايد هذا الرقم بمقدار 8 ملايين قطعة سلاح كل عام.
والأرقام التي تظهر في تقارير مسح الأسلحة الصغيرة هي أرقام تقديرية، وتعتمد على الأرقام المتاحة قوميًا والأبحاث الميدانية في دول بعينها. وهي توفر نظرة عامة على اتجاهات ونطاق أرقام الأسلحة الخاصة.

## الأمور المتعلقة بحقوق حمل السلاح
تقول منظمات حقوق حمل السلاح مثل الجمعية الوطنية للبنادق (National Rifle Association) ويهود للحفاظ على ملكية الأسلحة النارية (Jews for the Preservation of Firearms Ownership) أن أي شخص لا يعد مجرمًا له الحق في الدفاع عن نفسه، وأكثر طريقة فاعلية للقيام بذلك تكون من خلال احتفاظ الأفراد بالأسلحة وحملها. وتوضح هذه المنظمات أن أمراء الحرب والحكومات الموجودة في مناطق النزاع سوف يتمكنون بصفة دائمة من الوصول إلى الأسلحة، في حين أن جهود نزع السلاح دائمًا ما ترمي إلى نزع السلاح من الشعب، مما يؤدي إلى ظهور المزيد من الضحايا الذين لا يمتلكون الوسيلة للدفاع عن أنفسهم.
وفي المقابل، تقول منظمات السيطرة على الأسلحة مثل مجموعة عمل الأسلحة الصغيرة إن انتشار الأسلحة الصغيرة يساهم في دورة العنف بين الحكومات والأفراد. وتقول بعض هذه المنظمات إن المدنيين لا يجب أن يحملوا السلاح إلا من أجل أغراض الرياضة أو الصيد، إذا قرروا حمل السلاح في الأساس (موتمر نقابة العمال الجنوب إفريقية التابع لتحالف المؤتمر الوطني الإفريقي (ANC alley COSATU)، جنوب إفريقيا، المادة 77). إلا أن هذه المنظمات تدعم حق الحكومات في حمل السلاح.
كما تقول منظمات الحق في حمل السلاح إن نزع سلاح المواطنين مع السماح للحكومات بحمل الأسلحة يترك المدنيين بدون أي وسائل دفاعية ضد الحكومات التي لا تمثلهم، كما هو الحال في أوروبا التي احتلها النازيون  والعراق ورواندا والسودان.

## التأثير على إفريقيا
يرجع استمرار الحروب وتعقيدها في إفريقيا في جزء منه إلى انتشار الأسلحة الصغيرة. ولم يتسن بعد قياس تبعات الأسلحة الصغيرة على الإفريقيين بسبب النزاعات الدولية في الإطار الإفريقي وأنشطة مجموعات الثوار ومجموعات المرتزقة وأنشطة العصابات المسلحة بالشكل الكامل. وقد وضعت شبكة التحركات الدولية بشأن الأسلحة الصغيرة (International Action Network on Small Arms) ومنظمة العالم الآمن (Saferworld) وأوكسفام إنترناشونال (Oxfam International) الأمور في نصابها عندما قالت إن النزاعات المسلحة تكلف إفريقيا 18 بليون دولار أمريكي كل عام، وقد كلفتها حوالي 300 بليون دولار أمريكي في الفترة بين 1990 و2005. وخلال تلك الفترة، عانت 23 دولة إفريقية من الحروب، وهي: الجزائر وأنغولا وبروندي وجمهورية إفريقيا الوسطى وتشاد وجمهورية الكونغو الديمقراطية (CRD) وجمهورية الكونغو وكوت ديفوار وجيبوتي وإريتريا وإثيوبيا وغانا وغينيا وغينيا بيساو وليبيريا والنيجر ونيجيريا ورواندا والسنغال وسيراليون وجنوب إفريقيا والسودان وأوغندا.

## كتابات أخرى
- Lora Lumpe (ed), Running Guns: The Global Black Market in Small Arms, Zed Books 2000

## وصلات خارجية
- Organisations advocating small arms control
  - Control Arms - Amnesty International, International Action Network on Small Arms and Oxfam
  - Norwegian Institute on Small Arms Transfers
  - The Small Arms Survey (Graduate Institute of International Studies, Geneva)
  - Arms Sales Monitoring Program - Federation of American Scientists
  - Small Arms Working Group
  - List of Arms Trade related organizations
- Organisations advocating to exclude small arms from trade control
  - National Rifle Association (NRA)
  - Keep and Bear Arms (KBA)
  - Our Nation (Our Nation USA)
  - Swiss gun owners association (ProTell)
  - Council of Licensed Firearms Owners (COLFO)
  - Jews for the Preservation of Gun Ownership
- Summary on the US position on civilian small arms
  - reporting and opinion on US Government position from the National Review, a US conservative journal